# Stade Moulay Abdallah
A Stade Moulay Abdallah (arabul: المجمع الرياضي الامير مولاي عبد الله) egy futballstadion, amit 1983-ban nyitottak meg hivatalosan. Rabattól délnyugatra helyezkedik el. Itt játssza hazai meccseit a FAR Rabat és a FUS Rabat, és néhány meccset marokkói labdarúgó-válogatott. 65 000 férőhelyével, amelyből 30 000 fedett Marokkó második legnagyobb stadionja a Stade Mohammed V után.
2000-ben a stadion jelentős felújításon esett át. Akkor új székek kerültek a stadionba. Majd 2014-ben a komplexum újabb és még nagyobb fejlesztéseken esett át többek között a 2014-es FIFA-klubvilágbajnokság miatt. Ez egy nagyobb média területet, jóval több VIP-ülőhelyet és 80 elektromos ajtó üzembehelyezését foglalt magába. Új székek mellett teljesen új pázsit került a régi helyére.
A Marokkói labdarúgó-szövetség a 2006-os labdarúgó-világbajnokságra és 2010-es labdarúgó-világbajnokságra beadott pályázatában is szerepelt a stadion.

## Karakterisztikák

### Kapacitás

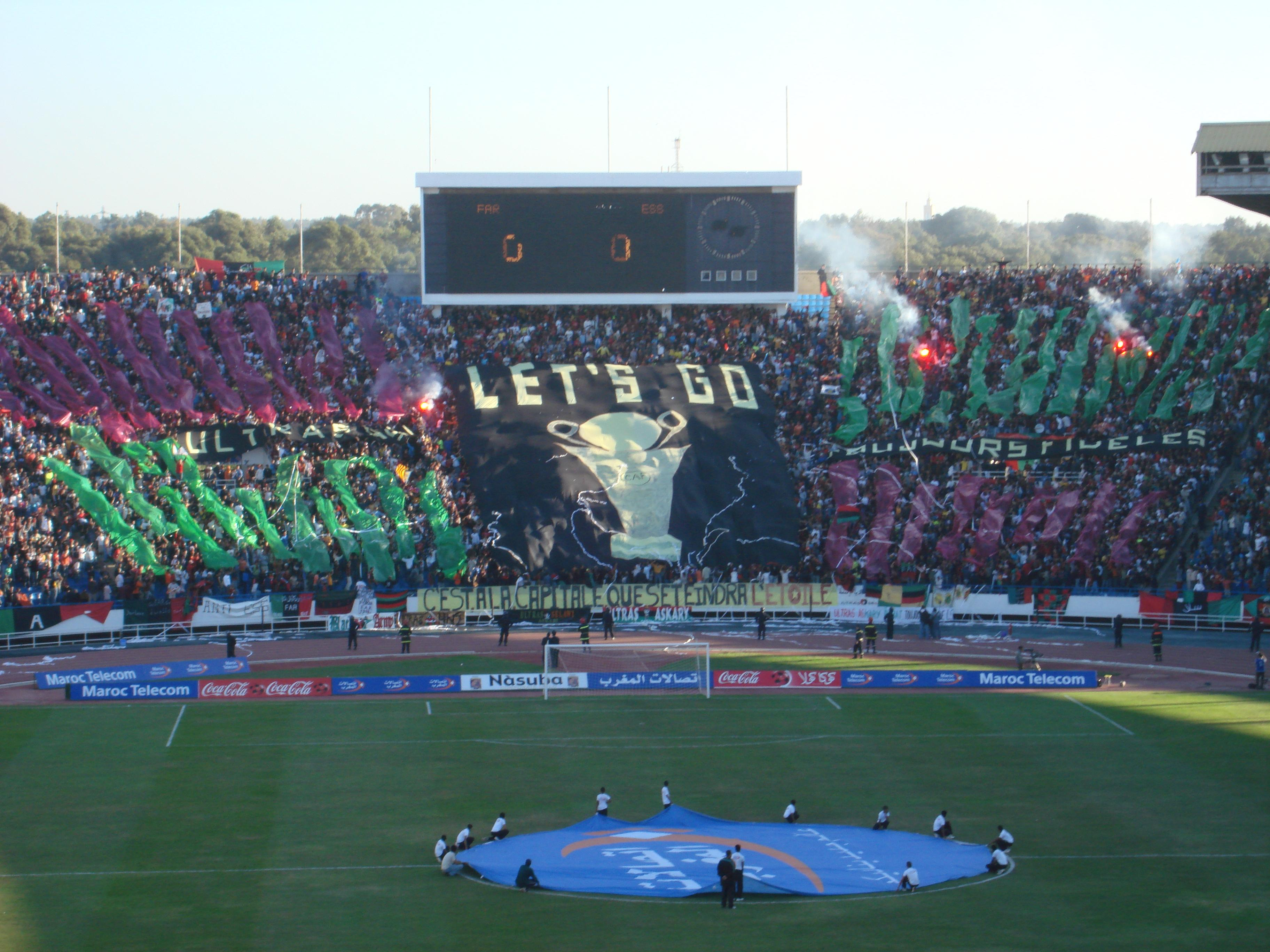

A komplexum áll egy stadionból és 10 000 férőhelyes olimpiai uszodából valamint egy tornaszobából. A stadion a második legnagyobb stadion Marokkóban a Stade Mohamed V után.
A stadion teljes kapacitása 65 000 fő, amelyből 25 000 hely fedett, 1 500 VIP, 5 000 médiának és 150 hely a mozgássérült személyek számára.

### Média
Médiáknak fenntartott hely áll:
- 600 m²-es sajtószobából nagy kiegészítő hellyel
- 30 m²-es földszinti interjúszobából

## Fontos mérkőzések a stadionban

### Selejtező
| 2014. december 10.               | Moghreb de Tétouan | 0–0 (h.u.) (büntetőkkel: 3–4) | Auckland City | Rabat                                                                                  |  |
| 19:30                            |                    | Jegyzőkönyv                   |               | Stadion: Stade Moulay Abdallah Nézőszám: 35 247 Játékvezető: Walter López (guatemalai) |  |
|                                  |                    | Büntetők                      |               |                                                                                        |  |
| Jahouh Krouch Fall Naïm Khallati |                    | Payne Irving White Bilen Issa |               |                                                                                        |  |

### Negyeddöntők
| 2014. december 13. | ES Sétif | 0–1               | Auckland City | Rabat                                                                                 |  |
| 16:00              |          | (0–0) Jegyzőkönyv | Irving 52'    | Stadion: Stade Moulay Abdallah Nézőszám: 22 153 Játékvezető: Pedro Proença (portugál) |  |

| 2014. december 13. | Cruz Azul                                          | 3–1 (h.u.)                  | Western Sydney Wanderers | Rabat                                                                                                   |  |
| 19:30              | Torrado 89' (11-esből) 118' (11-esből) Pavone 108' | (0–0, 1–1, 1–1) Jegyzőkönyv | La Rocca 65'             | Stadion: Stade Moulay Abdallah Nézőszám: 22 153 Játékvezető: Doué Noumandiez Désiré (elefántcsontparti) |  |

### Elődöntő
| 2014. december 16. | Cruz Azul | 0–4               | Real Madrid                             | Rabat                                                                               |  |
| 19:30              |           | (0–2) Jegyzőkönyv | Ramos 15' Benzema 36' Bale 50' Isco 72' | Stadion: Stade Moulay Abdallah Nézőszám: 34 862 Játékvezető: Enrique Osses (chilei) |  |

## Fordítás
- Ez a szócikk részben vagy egészben  a   Complexe sportif Moulay-Abdallah című francia Wikipédia-szócikk ezen változatának fordításán alapul.  Az eredeti cikk szerkesztőit annak laptörténete sorolja fel. Ez a jelzés csupán a megfogalmazás eredetét és a szerzői jogokat jelzi, nem szolgál a cikkben szereplő információk forrásmegjelöléseként.